# Richarville
Richarville ist eine französische Gemeinde mit 388 Einwohnern (Stand: 1. Januar 2022) im Département Essonne in der Region Île-de-France; sie gehört zum Arrondissement Étampes und ist Teil des Kantons Dourdan. Die Einwohner werden Richarvillois genannt.

## Geographie
Richarville liegt etwa 49 Kilometer südsüdwestlich von Paris. Umgeben wird Richarville von den Nachbargemeinden Corbreuse im Norden und Nordwesten, Les Granges-le-Roi im Norden und Nordosten, La Forêt-le-Roi im Osten, Boutervilliers im Südosten, Plessis-Saint-Benoist im Süden sowie Authon-la-Plaine im Westen und Südwesten.

## Bevölkerungsentwicklung
| Jahr                      | 1962 | 1968 | 1975 | 1982 | 1990 | 1999 | 2006 | 2012 |
| Einwohner                 | 186  | 163  | 235  | 283  | 370  | 400  | 432  | 400  |
| Quelle: Cassini und INSEE |      |      |      |      |      |      |      |      |

## Sehenswürdigkeiten

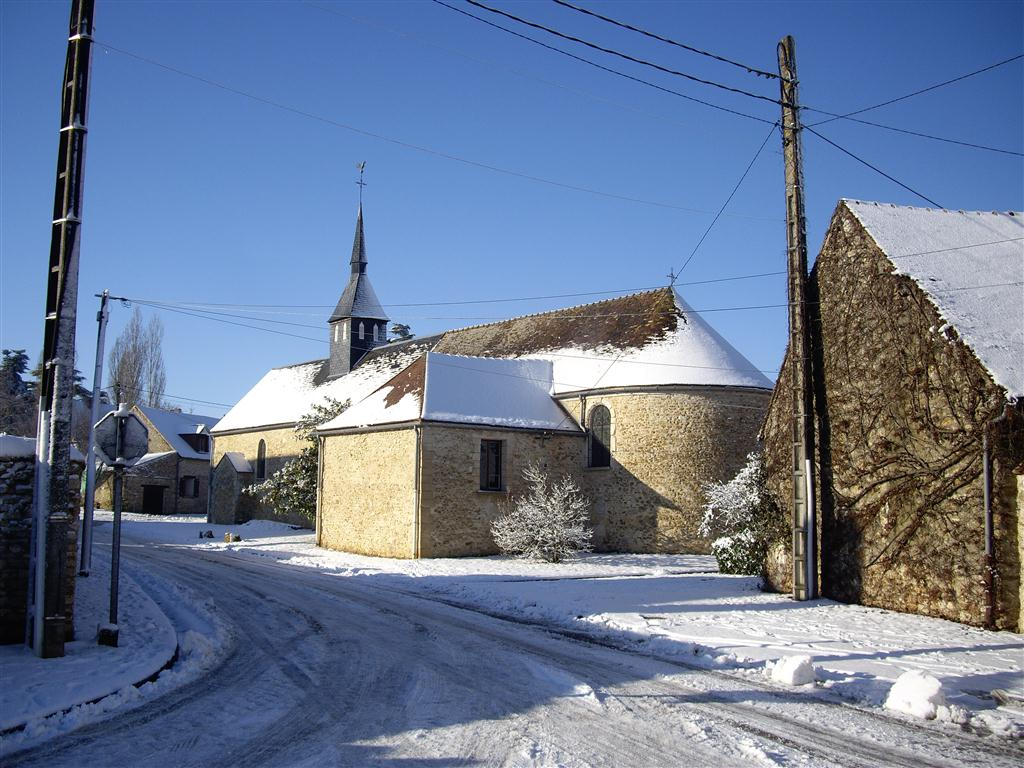
Straße zur Kirche Saint-Lubin

- Kirche Saint-Lubin